# Куп Мађарске у фудбалу 2020/21.
Куп Мађарске у фудбалу 2020/21. (мађ. 2020–2021-es magyar labdarúgókupa) је било 81. издање серије, на којој је екипа ФК Ујпешта тријумфовала по 11. пут.

## Четвртфинале[3]
| Тим #1          | Резултат            | Тим #2           |
| --------------- | ------------------- | ---------------- |
| 9. март 2021.   |                     |                  |
| ФК Ујпешт       | 1 : 1 (5 : 4, пен.) | ФК Мезекевешд ШЕ |
| 10. март 2021.  |                     |                  |
| ФК Дебрецин     | 1 : 2               | ФК МТК           |
| ФК МОЛ Фехервар | 2 : 0               | ФК Будафок МТЕ   |
| ФК Кишварда     | 6 : 1               | ФК Залаегерсег   |

## Полуфинале
| Тим #1          | Резултат | Тим #2          |
| --------------- | -------- | --------------- |
| 14. април 2021. |          |                 |
| ФК Кишварда     | 0:1      | ФК Ујпешт       |
| 15. април 2021. |          |                 |
| ФК МТК          | 1:2      | ФК МОЛ Фехервар |

## Финале
Одиграна је само једна утакмица у финалу и ФК Ујпешт је освојио титулу шампиона.
| 3. мај 2021.    |       |           |
| ФК МОЛ Фехервар | 0 : 1 | ФК Ујпешт |

| ФК МОЛ Фехервар | 0 : 1 (п. с. н.) | ФК Ујпешт           |
| --------------- | ---------------- | ------------------- |
|                 | Извештај         | Лирим Кастрати 101’ |